# Borre (Dania)
Borre – miasto w Danii, w regionie Zelandia, w gminie Vordingborg.